# Ryggmärgsstimulering
En ryggmärgsstimulerings-operation (Spinal Cord Stimulation) är en pacemakerliknande apparat med elektroder eller strängar som opereras in längs med ryggmärgskanalen och syftar till att reducera eller "störa ut" ryggsmärtor samt strålningssmärtor ut i benen. Själva apparaten som även innehåller batteri opereras in i en "ficka" i ena skinkan.  Operationen genomförs med ryggmärgsbedövning och tar ca 1–2 timmar. 
Systemet för ryggmärsstimulering liknar en pacemaker med den skillnaden att elektroden är placerad nära ryggmärgen istället. Svaga impulser från en pulsgenerator stimulerar ett specifikt område i ryggmärgen och minskar därmed smärtan. I takt med att smärtan minskas kommer patienten att kunna göra saker som den tidigare varit tvungen att välja bort. 
Patienten får sedan själv bestämma när den vill stimulera ryggen med hjälp av en fjärrkontroll kopplad till pulsgeneratorn. 
Ett liknande system finns även för att lindra kärlkramp och används då risken vid en hjärtoperation anses för stor eller då smärta finns kvar efter en operation.